# Süd (Zwickau)
Süd ist ein Stadtbezirk von Zwickau und liegt im Süden von Zwickau.
Zu dem Stadtbezirk gehören die Stadtteile Bockwa, Oberhohndorf, Schedewitz/Geinitzsiedlung, Niederplanitz, Neuplanitz, Hüttelsgrün, Oberplanitz, Rottmannsdorf und Cainsdorf.